# Пихтач
Пихта́ч (рос. Пихтач) — селище у складі Тайгинського міського округу Кемеровської області, Росія.

## Населення
Населення — 13 осіб (2010; 48 у 2002).
Національний склад (станом на 2002 рік):
- росіяни — 96 %